# Flugtestinstrumentierung

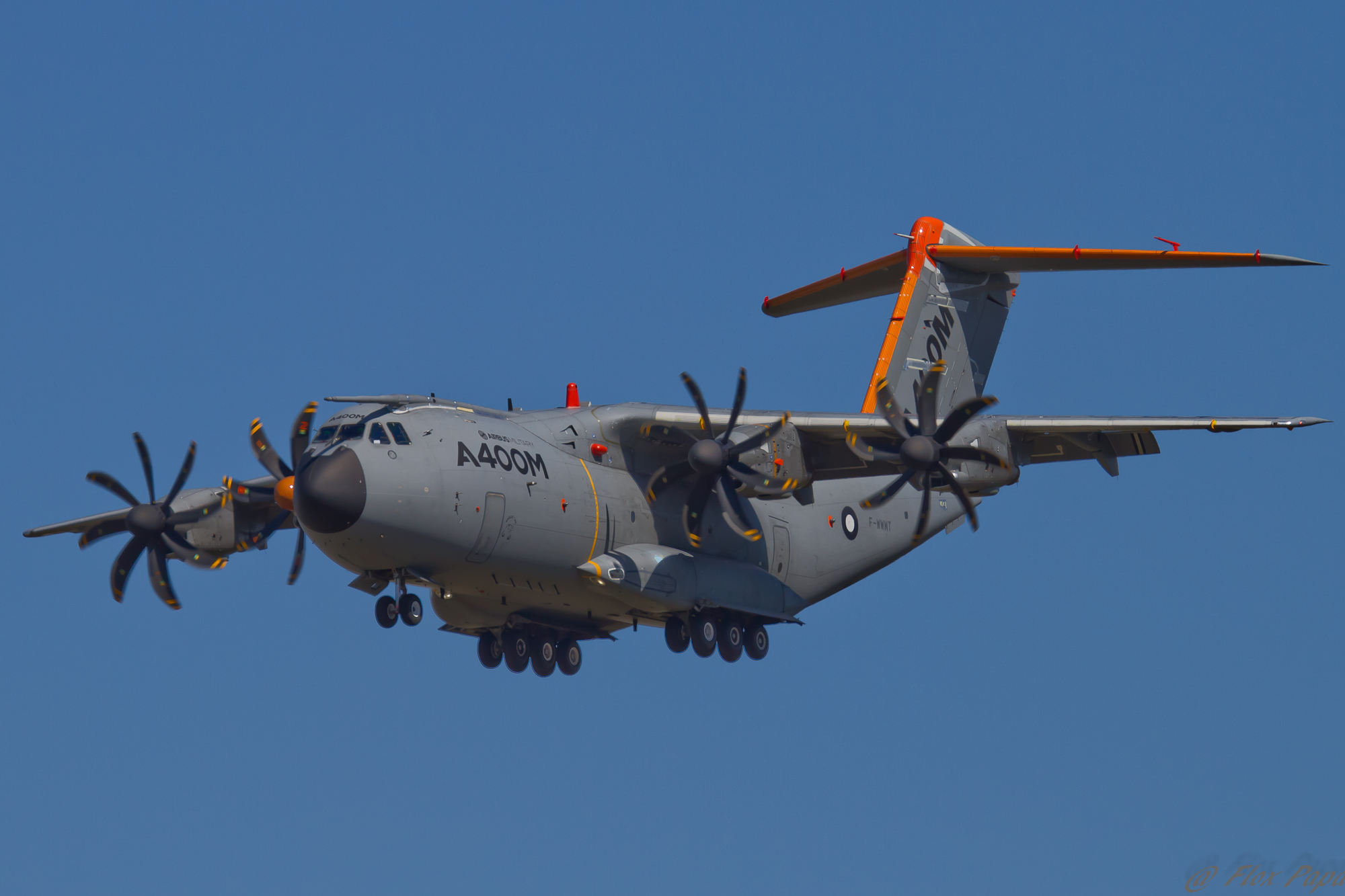
A400M mit umfangreicher Flugtestinstrumentierung

Die Flugtestinstrumentierung (FTI) dient der zusätzlichen Gewinnung von Daten bei Flugtests von Luftfahrzeugen. Hierfür wird das Luftfahrzeug oder auch nur ein einzelnes System mit über den normalen Serienstand hinausgehenden Sensoren, Datenaufzeichnungsgeräten, Telemetrieeinrichtungen, Aktoren und Überwachungsgeräten ausgestattet. Um zusätzlich eingerüsteten Komponenten von denen des eigentlichen Luftfahrzeugs unterscheiden zu können, werden diese immer in orange ausgeführt. Diese Instrumentierung und deren Verkabelung kann derart komplex und tiefgreifend sein, dass sie bereits beim Bau des Luftfahrzeugs integriert werden muss, gegebenenfalls nicht wieder entfernt werden kann und deshalb ein Leben lang in dem Testluftfahrzeug verbleibt. In Luftfahrzeugen, die nur wenig Bauraum zur Verfügung haben, werden zur Unterbringung der Testgeräte teilweise stattdessen andere Komponenten, bei militärischen Mustern z. B. die Bordkanone oder das Radar, entfernt oder es werden zusätzliche externe Behälter installiert.